# 孙植 (宋朝)
孙植，宋朝政治人物。
孙植曾于1100年接替贾泰任华亭县知县一职，1101年由左卨接任。